# The Quest of Gold
The Quest of Gold è un cortometraggio muto del 1911. Il nome del regista non viene riportato nei credit.

## Produzione
Il film fu prodotto dalla Vitagraph Company of America.

## Distribuzione
Distribuito dalla General Film Company, il film - un cortometraggio in una bobina - uscì nelle sale cinematografiche USA il 28 luglio 1911.